# Rattus satarae
Rattus satarae є видом пацюків з Індії.

## Поширення й екологія
Цей вид є ендеміком північних Західних Гатів Індії, де він зустрічається в трьох сильно фрагментованих регіонах Сатара в Махараштрі, Нілгірі в Таміл Наду і Корг у Карнатаці; на висотах від 700 до 2150 м над рівнем моря.
Цей вид був зафіксований лише в незайманих гірських вологих листяних і вічнозелених лісах. Це тварина суворо деревна, яка іноді спускається на землю лише до основи дерева або лози. Мешкає в гніздах чи отворах в середній чи високій кроні, плодоїдний і комахоїдний. Рухається повільно, майже неохоче, навіть коли звільнений з пастки, і вважає за краще бігати, а не стрибати. Цей вид дуже чутливий до порушення середовища проживання. У порушених лісах і фрагментах він не зафіксований, а також відсутній на плантаціях кави та кардамону, де Rattus rattus wroughtoni повністю витісняє цей вид.